# Nana Lee
Nana Lee (* 29. Januar 1985 in Jakarta) ist eine indonesische Sängerin, Songwriterin, Saxophonistin und Schauspielerin. Sie ist vor allem in Indonesien bekannt durch ihre Teilnahme an den Castingshows Indonesia's Got Talent und Super Idol.

## Karriere
Nana Lee wurde als Tochter eines indonesischen Vaters und einer chinesischen Mutter in Jakarta geboren. Während ihres Studiums spielte sie in mehreren Theaterproduktionen und TV-Shows. Seit 2003 konzentriert sie sich schließlich auf ihre Musik-Karriere. Ihre Musik ist stark beeinflusst von Jazz, Pop und R&B. Lee spielt regelmäßig in Jazzclubs, Festivals und auf nationalen TV in Indonesien und Taiwan. Bekannt wurde sie durch ihre Teilnahme an den Castingshows Indonesia's Got Talent und Super Idol.
Im Jahr 2009 erschien ihr Debüt-Album Be+Positive. Ein Jahr später veröffentlichte sie in Zusammenarbeit mit dem renommierten Arrangeur in Indonesien, Idang Rasjidi, das Album Women in Love. Im 2011 erzielte Lee ihren größten kommerziellen Erfolg mit ihrem dritten Album Tribute to Koes Plus-Bossa Nova. Derzeit arbeitet Lee an einem neuen Album, das wahrscheinlich im Jahr 2014 erscheinen soll.
Nana Lee debütierte im Januar 2014 in Europa, mit einem Auftritt auf der Jahrestagung des World Economic Forum in Genf, Schweiz.

## Diskografie
- Be+Positive (2009)
- Women in Love (2010)
- Tribute to Koes Plus in Bossanova (2011)
- Positivity (2014)

## Auszeichnungen
- 2012: Best Performance Act auf das Festival Let Taiwan see the World
- 2013: Winner of Face Off im Super Idol